# Lepthyphantes eleonorae
Lepthyphantes eleonorae är en spindelart som beskrevs av Jörg Wunderlich 1995. Lepthyphantes eleonorae ingår i släktet Lepthyphantes och familjen täckvävarspindlar. Inga underarter finns listade i Catalogue of Life.